# Phyllium suzukii
Phyllium suzukii är en insektsart som beskrevs av Detlef Grösser 2008. Phyllium suzukii ingår i släktet Phyllium och familjen Phylliidae. Inga underarter finns listade i Catalogue of Life.